# 市川中学校・高等学校
市川中学校・高等学校（いちかわちゅうがっこう・こうとうがっこう）は、千葉県市川市本北方に所在し、中高一貫教育を提供する私立中学校・高等学校。
高等学校において、中学校から内部進学した生徒と高等学校から外部進学した生徒との間で、第2学年から混合クラスを編成する併設混合型中高一貫校。
帰国生入試が行われており、高3を除く各学年に一般生徒と帰国生による混合クラスがある。また、中3以上では希望者のうちの成績上位者によって編成される選抜クラスがある。
略称は「市川」、「市学」、「学園」、「IG」など。

## 概要
府立四中（現：東京都立戸山高等学校）の英語教師・主任として多くの生徒を一高などの旧制高校へ輩出した古賀米吉が、1937年（昭和12年）、市川市八幡字新田（現：東菅野四丁目）に市川中学校（旧制）を開校。米吉は2年間ロンドン大学に留学しており、イギリスで見た生徒の自主性を尊重するパブリックスクールの紳士教育（新教育）を理想としている。
創立以来、「独自無双の人間観」「よく見れば精神」「第三教育」の教育理念を掲げ、「第三教育」において自分で自身を教育することを教育方針としている。これは、自由主義的な校風を念頭に置いたものである。
初代校長には、七博士建白事件で知られる中村進午を招聘（-1938年）。開校時の新入生はわずか32名であった。米吉は第2代校長と第4代校長を逝去する1983年（昭和58年）まで永きにわたり務め、大きく発展させた。私学の振興・発展に対する功労が認められ、藍綬褒章（1962年）、勲四等瑞宝章（1965年）、従五位勲四等旭日小綬章（1983年）を受賞している。
開校以来70年弱にわたり男子校であったが、2003年（平成15年）、本北方への移転とともに男女共学を開始、中学の共学化を経て高校もその第一期生が進学する2006年（平成18年）から順に共学化がなされた。
2017年度から高校入試試験科目が5教科となった。
なお、学校法人市川学園は、市川中学校・高等学校の他に3ヶ所の幼稚園を経営している。

## 沿革
- 1937年（昭和12年） - 財団法人市川学園設立（1953年（昭和26年）に「学校法人市川学園」となる）。市川中学校（旧制）開校。
- 1941年-1946年 - 臼井町の明倫中学廃校に伴う、同校生徒の救済のための八幡中学校を併設。
- 1948年（昭和23年） - 学制改革により、市川高等学校に移行され、同時に中学校（新制中学）が併設される。
- 2003年（平成15年） - 市川市内の本北方に校舎を新築移転。それに伴い中学が共学となる。
- 2004年（平成16年） - 中学入試を幕張メッセで実施する（国内初）。
- 2006年（平成18年） - 高校が共学になる。
- 2009年（平成21年） - 文部科学省よりスーパーサイエンスハイスクールに指定(現時点まで継続)[1]。
- 2014年（平成26年） - 音楽と美術の授業時間数が不足し、学校教育法施行規則の標準時間を満たさず県から是正指導。
- 2017年（平成29年） - 高校入試科目を3教科（国・数・英）から5教科（国数英理社）とする。

## 教育方針・校風
市川学園の教育方針は「個性の尊重」と「自主自立」である。
これを実現するために
- 「独自無双の人間観」
- 「よく見れば精神」
- 「第三教育」

という三本の矢を立てている。
「第三教育」とは、自分で自身を教育するということである。また、こういった教育方針は自由主義的な校風を念頭に置いたものである。

## 教育課程・カリキュラム
年度始めには全員にシラバス（授業計画）が配布され、生徒が学習の流れをつかみやすいように工夫されている。また、2016年度より、一部の学年では試験的にタブレット端末の導入を行っており、現在では中学3年以上の全ての生徒がタブレットを所持し、授業や課外活動などに活用している。

### 創設者 古賀米吉
現在の理事長である古賀正一は1936年、東京生まれ。市川中・高を経て東京大学工学部卒業。1959年、東芝に入社。米国駐在、部長、常務、専務などを経て、1996年に代表取締役副社長に就任。副社長在任中には、東芝パソコン訴訟事件、東芝クレーマー事件などにも対処してきた。2001年、取締役を退任し、現在に至る。
「プロフェッサー・ビジット (PROFESSOR VISIT)」
「プロフェッサー・ビジット」とは、国立大学13校の教員が全国各地の高校を訪れ、最先端の研究成果や、大学での学びの楽しさを伝える企画である。金沢大学理工研究域数物科学系の米徳大輔教授による、タイトル「ガンマ線バーストから宇宙を探る」についての出張講義が2018年9月26日に開催された。
「寺島実郎による講演」
市川学園では2013年から寺島実郎を招き、第一回を除く毎年古賀記念記念アリーナにて経済や世界情勢に関するフォーラムを開催している。

## 制服

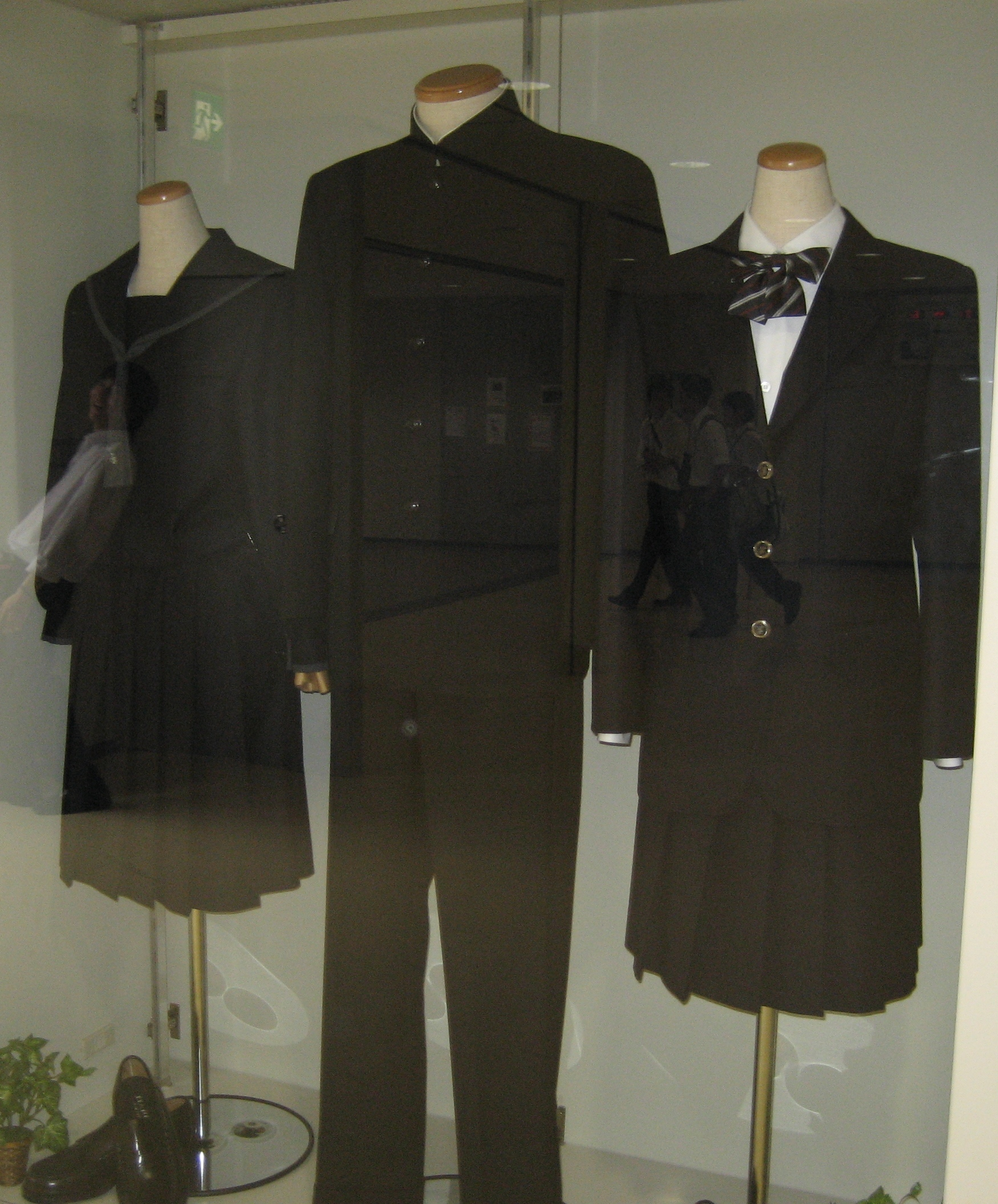
制服
（左から中学女子、中・高男子、高校女子
全て冬服）

男子の制服は黒の詰襟（いわゆる学ラン）で、黒ボタンが特徴である。黒ボタンは旧制中学時代からの伝統で、市川学園の校章である耳章が象られている。女子の制服は、中学校ではセーラー服、高校ではワイシャツにブレザーである。また、女子はニーソックスも学校指定である。
夏期（5月〜11月中旬）は軽装が認められている。男子は詰襟を着用しなくてもよく、ズボンも夏用に変更可能。中学女子は学校指定の夏服を着てもよく、高校女子はブレザーを着なくてもよい。女子もスカートは夏用に変更可能。
原則的に、男子はワイシャツの胸元にクラス章を付け、女子は胸元に学年章を付ける。また、男子は詰襟の首元に学年章とクラス章を付ける。
2022年度より、女子用の専用ズボンが追加された。
2023年度より、中学女子も高校生と同じブレザーが着用可能になった。将来的に中高共にブレザーに統一される見込み。
2023年度から、男女生徒に対し、ハーフパンツとポロシャツを制服として猛暑対策もあり導入した。また、ハーフパンツでは、ズボンの端が車体にひっかかる問題が起こらない利点が生徒からあげられている。

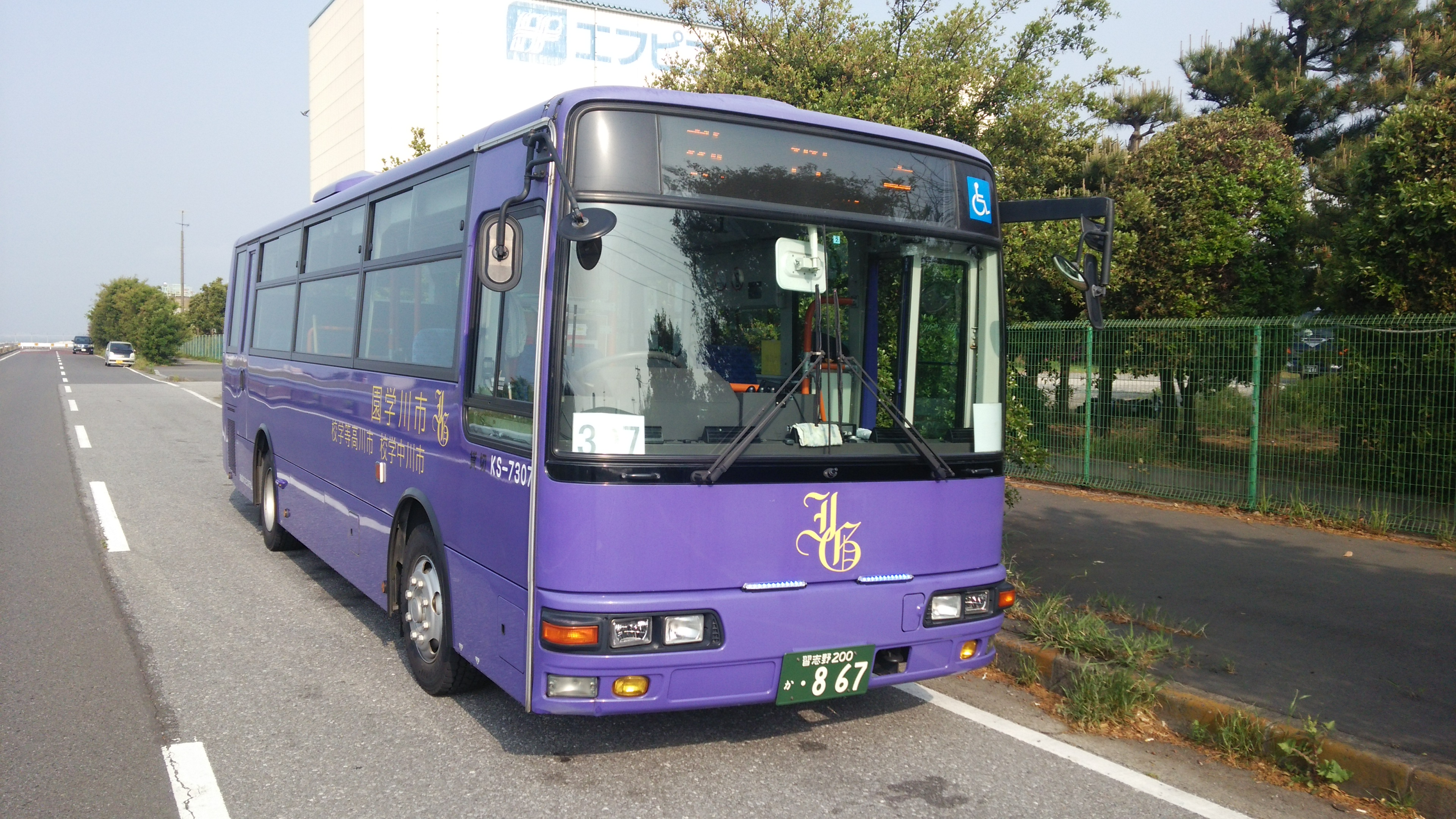
スクールバス

## 施設
- 本館
- 南館
- 北館
- コミュニティプラザ（本館、北館、南館をつなぐ）
- ほっとるーむ
- 第三教育センター（図書館）
- 國枝記念国際ホール
- 古賀記念アリーナ
- 総合グラウンド
- 古賀記念体育館
- 50周年記念館
- 第1グラウンド
- 第2グラウンド
- 敬和寮（寮生はおらず、各部活動の合宿時の宿舎や高校1年時の体験入寮時に使用される）
- 相撲場土俵（第2グラウンド、敬和寮をつなぐ）
- 大野グラウンド

また、校舎の敷地内に二棟の屋外トイレがある。（総合グラウンド横、国枝記念国際ホール横）

## 部活動

### 文化部
- 英語
- 数学
- 文芸
- 生物
- 化学
- 物理
- 写真
- 社会
- 美術
- 音楽
- 吹奏楽
- 地学
- 演劇
- 書道
- 軽音楽
- 鉄道研究
- オーケストラ
- 囲碁・将棋
- 茶道
- 調理

### 運動部
- 相撲（（2019年度）第六十七回関東高等学校相撲大会団体戦出場）
- 山岳
- 硬式野球
- 軟式野球（高校生）
- 軟式野球（中学生）
- バスケットボール
- バレーボール
- 陸上競技
- ソフトテニス
- 硬式テニス
- 体操
- サッカー
- ラグビー
- ハンドボール
- スキー
- 剣道
- 卓球
- 応援

### 同好会
- ギター愛好会
- クイズ研究会
- 鹿島神流武道同好会
- インターアクト同好会
- 競技かるた部

### 特別クラブ
- 市川学園フィルハーモニー管弦楽団

### 廃止された部活動・同好会
- 自転車
- 柔道
- 空手

## 著名な出身者

### 政財界
- 臼井正一（参議院議員）
- 村越祐民（元千葉県市川市長）
- 伊澤史夫（元千葉県白井市長）
- 星野順一郎（千葉県我孫子市長）
- 松戸隆政（千葉県松戸市長）
- 鈴木陽介（千葉県四街道市長）
- 長富祐一郎（元大蔵省関税局長、大平総理首席補佐官 / 転入、高校は日比谷高へ）
- 木下賢志（内閣官房まち・ひと・しごと創生本部地方創生総括官、元厚生労働省年金局長）
- 橋本真吾（経済産業省大臣官房審議官）
- 古賀正一（東芝元副社長、市川学園理事長）
- 荒井邦彦（ストライク創業者・社長、公認会計士、税理士）
- 大西啓介（ナビタイムジャパン創業者・社長兼CEO）
- 川村龍夫（ケイダッシュ創業者・会長）
- 後藤忠治（セントラルスポーツ創業者・会長、社会スポーツセンター会長、1964年東京オリンピック競泳400mリレー4位入賞）
- 駒崎弘樹（社会起業家、NPO法人フローレンス代表理事）
- 周防郁雄（バーニングプロダクション創業者・社長）
- 髙田芳樹（SMC代表取締役社長）
- 竹内亮介（R・グローバルジャパン社長）
- 吉岡晃（アスクル社長CEO）
- 吉松徹郎（アイスタイル創業者・社長兼CEO）
- 吉越浩一郎（トリンプ・インターナショナル・ジャパン株式会社元社長）

### 文化・研究
- 山内弘隆（一橋大学大学院経営管理研究科特任教授、一橋大学名誉教授)
- 高橋義夫（直木賞作家）
- 皆川ゆか（作家）
- 百瀬博教（作家）
- 千家和也（作詞家、作家）
- えびはら武司（漫画家）
- 綱本将也（漫画家）
- 土屋孝博（熊本朝日放送アナウンサー）
- 吉井祥博（テレビ神奈川アナウンサー）
- 細矢雅弘（東芝研究開発センター首席技監、電子写真技術、2007年紫緩褒章受章）
- 佐藤眞（東京芸術大学名誉教授、「大地讃頌」の作曲者）
- 中川勝（東北大学多元物質科学研究所教授、元東京工業大学資源化学研究所准教授）
- 栗原康（政治学者）
- 堀口勝（法学者）
- 佐藤佳奈（読売テレビアナウンサー）
- 佐藤昇（ジャーナリスト、週刊報道サイト主筆）
- 中山諒一郎（教育者）
- 真鍋大度（メディアアーティスト、プログラマー）
- 間島秀徳（日本画家）
- 大平龍一（彫刻家、現代美術家）
- 山崎利勝（海水魚飼育研究家）
- 狩野史長（NHKアナウンサー）

### 芸能人
- 越水遥 （弁護士・タレント）
- 佐戸井けん太（俳優）
- 鹿内孝（俳優）
- 高橋英樹（俳優）
- 三遊亭遊雀（落語家）
- 三遊亭楽麻呂（落語家）
- 金原亭馬吉（落語家）
- 藤舎推峰（篠笛・能管演奏家）
- 大野ケイスケ（放送作家）
- 野上大貴（ラジオディレクター）
- 構康憲（シンガーソングライター）
- 大蔵（ミュージシャン、ケツメイシメンバー）

### スポーツ
- 中野隆良（元中央競馬調教師）
- 高松邦男（元中央競馬調教師）
- 楳木武士（ハンドボール選手）
- 吉野樹（ハンドボール選手）

## 交通・アクセス
バス
- JR本八幡駅から11分 - 北口2番乗り場発のすべてのバス
- JR市川大野駅から11分 - 姫宮団地経由本八幡駅行
- JR西船橋駅から15分（臨時便のみ）-「西55系統」市川学園正門前行
- 京成本線鬼越駅から14分 - 市川学園行
- 2024年度は本八幡駅からの登校者が626人(全生徒のうちの27.9%)、京成八幡駅からが124人(同5.5%)、市川大野駅からが385人(同17.1%)、西船橋駅からが719人(同32.0%)、市川駅からが24人(同1.1%)であり、全校生徒の83.7%がバスを利用して通学している。
- 登下校時にはスクールバスも運行
  - ただし、バスの本数自体は多いものの、通学の時間帯(7:30AM前後)は同校の生徒が多くバス停が非常に混雑するため、バスを数本待たなければ乗れないこともしばしば。そのため、実際に学校に着くのはバス停に並んでから30～40分程度になることもある。

自転車
- 学校から半径2km以上6km以内に居住している生徒には「自転車保険」「鍵2個」などを条件に自転車通学を許可。
- 全校生徒の内292人(13.0%)が自転車で通学している
- JR市川大野駅前の市営駐輪場を利用することを条件に、駅からの自転車通学を許可。
- 学校から半径2km以上6km以内にある本八幡駅、下総中山駅、西船橋駅や、武蔵野線・東西線・京成本線・東武野田線の各駅の周辺にある駐輪場を契約できた場合、駐輪許可証を生徒指導部に提示すれば自転車通学を許可。